# 카페베네
카페베네(Caffebene)는 대한민국의 커피 전문 회사이다. 2008년 4월에 천호동에 첫 매장을 열었으며, 본사는 서울특별시 성동구 상원1길 25에 있다. 다른 커피 전문점과는 달리 커피와 더불어 다양한 디저트를 주메뉴로 내세우고 있다. 대표이사는 박그레타이다. 2010년 1월에 백여 개에 불과하던 매장이 이듬해 1월에는 약 450개로 늘어나는 급속한 성장을 이뤘으며, 2012년 2월 1일에 뉴욕시 맨해튼 타임스 스퀘어에도 매장을 설립하였고 2013년 8월에 사우디 1호점, 11월에는 대만 1호점, 12월에는 몽골 1호점, 2014년 3월 말레이시아 1호점을 오픈했다. 또, 대한민국 최초로 빙수를 디저트 메뉴로 출시하였다. 
기업회생(법정관리)절차를 종결했다고 하나 이는 회사가 수익이 나고 변제해야 할 채권을 모두 변제하였음을 의미하는 것은 아니다.
최근(2020년 3분기)까지도 계속 손실이 발생하고 있는 기업이다.
완전 자본잠식 상태로 완전 자본잠식일 경우 상장사는 상장폐지가 된다.

## 연혁
- 2008년 4월: 직영매장 1호점 오픈
- 2009년 6월: 50호점 돌파
- 2009년 11월: 100호점 돌파
- 2010년 7월: 브라질 최대 규모의 현지 농장인 이파네마 농장과 커피 재배 계약
- 2010년 10월: 300호점 기념행사, 미국 현지 법인설립
- 2010년 12월: 커피아카데미 준공식
- 2011년 2월: 500호점 돌파
- 2011년 11월: 한국경영 대상 브랜드 혁신 리더 부문 수상, 700호점 돌파
- 2011년 12월: 사원 복지제도 '베네 하우스' 준공
- 2012년 2월: 해외 1호점으로 미국 뉴욕 타임스퀘어점 오픈
- 2012년 7월: 800호점 돌파.
- 2013년 8월: 카페베네 전 세계 1000호점 돌파, 사우디 1호점 오픈
- 2013년 10월: 중국 100호점 돌파
- 2013년 11월: 캄보디아, 대만 1호점 오픈
- 2013년 12월: 일본 1호점 오픈, 몽골 1호점 오픈
- 2014년 3월: 카페베네 말레이시아 1호점 오픈
- 2014년 5월: 한국 지적장애인 복지협회와 장애인 바리스타 양성을 위한 MOU 체결
- 2014년 6월: 창업경영인 대상 중소기업청장상 수상
- 2014년 7월: 커피 머그컵 기네스 월드 레코드 등재
- 2014년 8월: 카페베네 베트남 1호점 오픈
- 2015년 5월: 5년 연속 BSTI 브랜드 가치 1위 선정
- 2015년 8월: 카페베네 로스팅 플랜트 할랄 인증
- 2016년 4월: 광진구 동일로 427(중곡동) 본사 이전
- 2018년 1월: 기업회생절차 신청[1]
- 2018년 6월: 성동구 상원1길 본사 이전
- 2018년 10월: 기업회생절차 종료
- 2019년 7월 29일 :  신규 BI 리뉴얼 런칭 (슬로건 : '우리동네 카페베네')
- 2020년 9월 20일 : 대만 중남부 MF 40개점 런칭 계약 및 대만 신BI 매장 1호점 오픈
- 2020년 9월: 2020년 9월 분기 보고서 기준 완전자본잠식(상장사 경우 상장 폐지), 2020년 3분기말 8억 영업손실, 결손금 767억, 부채총계 430억
- 2020년 10월 1일 : 유통시장 매출신장 및 필리핀에 한국전통 유자청 제품 단일 수출 100만불 돌파